# Aleksander Gołębiowski (artysta kabaretowy)
Aleksander Maria Gołębiowski (ur. 1944 w Rybniku, zm. 11 marca 2020) – polski satyryk i artysta kabaretowy, członek poznańskiego kabaretu „Tey”.

## Życiorys
Studia rozpoczął w Krakowie. Ponieważ jego ojciec dostał pracę w Winnej Górze w Wielkopolsce, od II roku kontynuował naukę na Akademii Wychowania Fizycznego w Poznaniu. 
Razem z Zenonem Laskowikiem oraz Krzysztofem Jaślarem stworzyli w Poznaniu początkowo kabaret „Klops”, a następnie zalążki kabaretu „Tey”, w którym występował do końca jego działalności, wspólnie z Januszem Rewińskim, Bohdanem Smoleniem, Rudi Schuberthem oraz Zbigniewem Górnym. Na scenie kreował postać kierownika i „partyjnego betonu”. 
Po zakończeniu działalności kabaretu „Tey” występował w kabarecie „Pod Spodem” z Jackiem Baszkiewiczem, Andrzejem Czerskim, Krzysztofem Gruszką oraz Bohdanem Smoleniem. Przez ponad dziesięć lat pracował także jako rehabilitant oraz prowadził zajęcia sportowe dla młodzieży.
Od końca lat 80. XX wieku mieszkał w Swarzędzu. 20 kwietnia 2018 w sali konferencyjnej Ośrodka Kultury w Swarzędzu odbył się jubileusz 50-lecia jego działalności artystycznej, a następnie 26 listopada 2018 benefis w Swarzędzkiej Sali Koncertowej w Zalasewie z udziałem m.in. Danuty Błażejczyk, Grażyny Łobaszewskiej, Małgorzaty Ostrowskiej, Felicjana Andrzejczaka, Krzysztofa Daukszewicza, Andrzeja Lajborka oraz Zenona Laskowika.
Zmarł 11 marca 2020 w wieku 75 lat po ciężkiej i długiej chorobie. Z uwagi na pandemię COVID-19 został pochowany dopiero 17 czerwca 2020, na cmentarzu komunalnym w Swarzędzu.
Był żonaty z Dorotą Gołębiowską. Miał córki Agnieszkę i Igę oraz syna Michała.